# Albert Oppel
Albert Oppel, o Carl Albert Oppel (Hohenheim, 19 dicembre 1831 – Monaco di Baviera, 22 dicembre 1865), è stato un geologo e paleontologo tedesco.

## Biografia
Nacque a Hohenheim nel Württemberg, il 19 dicembre 1831. Studiò all'Università di Tubinga, dove si laureò con un dottorato di ricerca nel 1853. I risultati del suo lavoro furono pubblicati in Die Juraformation Englands, Frankreichs and des südwestlichen Deutschlands (1856-1858). Divenne assistente al Museo Paleontologico di Monaco nel 1858. Nel 1860 divenne professore di paleontologia presso l'Università di Monaco, una delle prime cattedre di paleontologia istituite al mondo.
Un anno dopo, fu nominato direttore della collezione paleontologica. Morì il 23 dicembre 1865 all'età di 34 anni.
Gli è stata intitolata la catena di creste lunari Dorsum Oppel.

## Studi e opere
Delle sue opere, la più importante è Paläontologische Mittheilungen aus dem Museum des Königlichen Bayerischen Staates (1862–1865). Dedicò la sua vita allo studio dei fossili e delle ammoniti risalenti al periodo giurassico e alla sua stratigrafia.